# Lista gmin w stanie Oaxaca
W meksykańskim stanie Oaxaca znajduje się 570 gmin w 30 powiatach w ośmiu regionach.
| Nr  | Gmina                                  | Siedziba gminy                         | Powiat       | Region           |
| --- | -------------------------------------- | -------------------------------------- | ------------ | ---------------- |
| 001 | Abejones                               | Abejones                               | Ixtlán       | Sierra Norte     |
| 002 | Acatlán de Pérez Figueroa              | Acatlán de Pérez Figueroa              | Tuxtepec     | Papaloapan       |
| 003 | Asunción Cacalotepec                   | Asunción Cacalotepec                   | Mixe         | Sierra Norte     |
| 004 | Asunción Cuyotepeji                    | Asunción Cuyotepeji                    | Huajuapan    | Mixteca          |
| 005 | Asunción Ixtaltepec                    | Asunción Ixtaltepec                    | Juchitán     | Istmo            |
| 006 | Asunción Nochixtlán                    | Asunción Nochixtlán                    | Nochixtlán   | Mixteca          |
| 007 | Asunción Ocotlán                       | Asunción Ocotlán                       | Ocotlán      | Valles Centrales |
| 008 | Asunción Tlacolulita                   | Asunción Tlacolulita                   | Yautepec     | Sierra Sur       |
| 009 | Ayotzintepec                           | Ayotzintepec                           | Tuxtepec     | Papaloapan       |
| 010 | El Barrio de La Soledad                | El Barrio de La Soledad                | Juchitán     | Istmo            |
| 011 | Calihualá                              | Calihualá                              | Silacayoapam | Mixteca          |
| 012 | Candelaria Loxicha                     | Candelaria Loxicha                     | Pochutla     | Costa            |
| 013 | Cienaga de Zimatlan                    | Cienaga de Zimatlan                    | Zimatlán     | Valles Centrales |
| 014 | Ciudad Ixtepec                         | Ciudad Ixtepec                         | Juchitán     | Istmo            |
| 015 | Coatecas Altas                         | Coatecas Altas                         | Ejutla       | Valles Centrales |
| 016 | Coicoyán de las Flores                 | Coicoyán de las Flores                 | Juxtlahuaca  | Mixteca          |
| 017 | La Compañía                            | La Compañía                            | Ejutla       | Valles Centrales |
| 018 | Concepción Buenavista                  | Concepción Buenavista                  | Coixtlahuaca | Mixteca          |
| 019 | Concepción Pápalo                      | Concepción Pápalo                      | Cuicatlán    | Cañada           |
| 020 | Constancia del Rosario                 | Constancia del Rosario                 | Putla        | Sierra Sur       |
| 021 | Cosolapa                               | Cosolapa                               | Tuxtepec     | Papaloapan       |
| 022 | Cosoltepec                             | Cosoltepec                             | Huajuapan    | Mixteca          |
| 023 | Cuilápam de Guerrero                   | Cuilápam de Guerrero                   | Centro       | Valles Centrales |
| 024 | Cuyamecalco Villa de Zaragoza          | Cuyamecalco Villa de Zaragoza          | Cuicatlán    | Cañada           |
| 025 | Chahuites                              | Chahuites                              | Juchitán     | Istmo            |
| 026 | Chalcatongo de Hidalgo                 | Chalcatongo de Hidalgo                 | Tlaxiaco     | Mixteca          |
| 027 | Chiquihuitlán de Benito Juárez         | Chiquihuitlán de Benito Juárez         | Cuicatlán    | Cañada           |
| 028 | Heroica Ciudad de Ejutla de Crespo     | Heroica Ciudad de Ejutla de Crespo     | Ejutla       | Valles Centrales |
| 029 | Eloxochitlán de Flores Magón           | Eloxochitlán de Flores Magón           | Teotitlán    | Cañada           |
| 030 | El Espinal                             | El Espinal                             | Juchitán     | Istmo            |
| 031 | Tamazulapam del Espíritu Santo         | Tamazulapam del Espíritu Santo         | Mixe         | Sierra Norte     |
| 032 | Fresnillo de Trujano                   | Fresnillo de Trujano                   | Huajuapan    | Mixteca          |
| 033 | Guadalupe Etla                         | Guadalupe Etla                         | Etla         | Valles Centrales |
| 034 | Guadalupe de Ramírez                   | Guadalupe de Ramírez                   | Silacayoapam | Mixteca          |
| 035 | Guelatao de Juárez                     | Guelatao de Juárez                     | Ixtlán       | Sierra Norte     |
| 036 | Guevea de Humboldt                     | Guevea de Humboldt                     | Tehuantepec  | Istmo            |
| 037 | Mesones Hidalgo                        | Mesones Hidalgo                        | Putla        | Sierra Sur       |
| 038 | Villa Hidalgo                          | Villa Hidalgo                          | Villa Alta   | Sierra Norte     |
| 039 | Heroica Ciudad de Huajuapan de León    | Heroica Ciudad de Huajuapan de León    | Huajuapan    | Mixteca          |
| 040 | Huautepec                              | Huautepec                              | Teotitlán    | Cañada           |
| 041 | Huautla de Jiménez                     | Huautla de Jiménez                     | Teotitlán    | Cañada           |
| 042 | Ixtlán de Juárez                       | Ixtlán de Juárez                       | Ixtlán       | Sierra Norte     |
| 043 | Heroica Ciudad de Juchitán de Zaragoza | Heroica Ciudad de Juchitán de Zaragoza | Juchitán     | Istmo            |
| 044 | Loma Bonita                            | Loma Bonita                            | Tuxtepec     | Papaloapan       |
| 045 | Magdalena Apasco                       | Magdalena Apasco                       | Etla         | Valles Centrales |
| 046 | Magdalena Jaltepec                     | Magdalena Jaltepec                     | Nochixtlán   | Mixteca          |
| 047 | Santa Magdalena Jicotlán               | Santa Magdalena Jicotlán               | Coixtlahuaca | Mixteca          |
| 048 | Magdalena Mixtepec                     | Magdalena Mixtepec                     | Zimatlán     | Valles Centrales |
| 049 | Magdalena Ocotlán                      | Magdalena Ocotlán                      | Ocotlán      | Valles Centrales |
| 050 | Magdalena Peñasco                      | Magdalena Peñasco                      | Tlaxiaco     | Mixteca          |
| 051 | Magdalena Teitipac                     | Magdalena Teitipac                     | Tlacolula    | Valles Centrales |
| 052 | Magdalena Tequisistlán                 | Magdalena Tequisistlán                 | Tehuantepec  | Istmo            |
| 053 | Magdalena Tlacotepec                   | Magdalena Tlacotepec                   | Tehuantepec  | Istmo            |
| 054 | Magdalena Zahuatlán                    | Magdalena Zahuatlán                    | Nochixtlán   | Mixteca          |
| 055 | Mariscala de Juárez                    | Mariscala de Juárez                    | Huajuapan    | Mixteca          |
| 056 | Martires de Tacubaya                   | Martires de Tacubaya                   | Jamiltepec   | Costa            |
| 057 | Matías Romero Avendaño                 | Matías Romero Avendaño                 | Juchitán     | Istmo            |
| 058 | Mazatlán Villa de Flores               | Mazatlán Villa de Flores               | Teotitlán    | Cañada           |
| 059 | Miahuatlán de Porfirio Díaz            | Miahuatlán de Porfirio Díaz            | Miahuatlán   | Sierra Sur       |
| 060 | Mixistlán de la Reforma                | Mixistlán de la Reforma                | Mixe         | Sierra Norte     |
| 061 | Monjas                                 | Monjas                                 | Miahuatlán   | Sierra Sur       |
| 062 | Natividad                              | Natividad                              | Ixtlán       | Sierra Norte     |
| 063 | Nazareno Etla                          | Nazareno Etla                          | Etla         | Valles Centrales |
| 064 | Nejapa de Madero                       | Nejapa de Madero                       | Yautepec     | Sierra Sur       |
| 065 | Ixpantepec Nieves                      | Ixpantepec Nieves                      | Silacayoapam | Mixteca          |
| 066 | Santiago Niltepec                      | Santiago Niltepec                      | Juchitán     | Istmo            |
| 067 | Oaxaca de Juárez                       | Oaxaca de Juárez                       | Centro       | Valles Centrales |
| 068 | Ocotlán de Morelos                     | Ocotlán de Morelos                     | Ocotlán      | Valles Centrales |
| 069 | La Pe                                  | La Pe                                  | Ejutla       | Valles Centrales |
| 070 | Pinotepa de Don Luis                   | Pinotepa de Don Luis                   | Jamiltepec   | Costa            |
| 071 | Pluma Hidalgo                          | Pluma Hidalgo                          | Pochutla     | Costa            |
| 072 | San José del Progreso                  | San José del Progreso                  | Ocotlán      | Valles Centrales |
| 073 | Putla Villa de Guerrero                | Putla Villa de Guerrero                | Putla        | Sierra Sur       |
| 074 | Santa Catarina Quioquitani             | Santa Catarina Quioquitani             | Yautepec     | Sierra Sur       |
| 075 | Reforma de Pineda                      | Reforma de Pineda                      | Juchitán     | Istmo            |
| 076 | La Reforma                             | La Reforma                             | Putla        | Sierra Sur       |
| 077 | Reyes Etla                             | Reyes Etla                             | Etla         | Valles Centrales |
| 078 | Rojas de Cuauhtémoc                    | Rojas de Cuauhtémoc                    | Tlacolula    | Valles Centrales |
| 079 | Salina Cruz                            | Salina Cruz                            | Tehuantepec  | Istmo            |
| 080 | San Agustín Amatengo                   | San Agustín Amatengo                   | Ejutla       | Valles Centrales |
| 081 | San Agustín Atenango                   | San Agustín Atenango                   | Silacayoapam | Mixteca          |
| 082 | San Agustín Chayuco                    | San Agustín Chayuco                    | Jamiltepec   | Costa            |
| 083 | San Agustín de las Juntas              | San Agustín de las Juntas              | Centro       | Valles Centrales |
| 084 | San Agustín Etla                       | San Agustín Etla                       | Etla         | Valles Centrales |
| 085 | San Agustín Loxicha                    | San Agustín Loxicha                    | Pochutla     | Costa            |
| 086 | San Agustín Tlacotepec                 | San Agustín Tlacotepec                 | Tlaxiaco     | Mixteca          |
| 087 | San Agustín Yatareni                   | San Agustín Yatareni                   | Centro       | Valles Centrales |
| 088 | San Andrés Cabecera Nueva              | San Andrés Cabecera Nueva              | Putla        | Sierra Sur       |
| 089 | San Andrés Dinicuiti                   | San Andrés Dinicuiti                   | Huajuapan    | Mixteca          |
| 090 | San Andrés Huaxpaltepec                | San Andrés Huaxpaltepec                | Jamiltepec   | Costa            |
| 091 | San Andrés Huayápam                    | San Andrés Huayápam                    | Centro       | Valles Centrales |
| 092 | San Andrés Ixtlahuaca                  | San Andrés Ixtlahuaca                  | Centro       | Valles Centrales |
| 093 | San Andrés Lagunas                     | San Andrés Lagunas                     | Teposcolula  | Mixteca          |
| 094 | San Andrés Nuxiño                      | San Andrés Nuxiño                      | Nochixtlán   | Mixteca          |
| 095 | San Andrés Paxtlán                     | San Andrés Paxtlán                     | Miahuatlán   | Sierra Sur       |
| 096 | San Andrés Sinaxtla                    | San Andrés Sinaxtla                    | Nochixtlán   | Mixteca          |
| 097 | San Andrés Solaga                      | San Andrés Solaga                      | Villa Alta   | Sierra Norte     |
| 098 | San Andrés Teotilálpam                 | San Andrés Teotilálpam                 | Cuicatlán    | Cañada           |
| 099 | San Andrés Tepetlapa                   | San Andrés Tepetlapa                   | Silacayoapam | Mixteca          |
| 100 | San Andrés Yaá                         | San Andrés Yaá                         | Villa Alta   | Sierra Norte     |
| 101 | San Andrés Zabache                     | San Andrés Zabache                     | Ejutla       | Valles Centrales |
| 102 | San Andrés Zautla                      | San Andrés Zautla                      | Etla         | Valles Centrales |
| 103 | San Antonino Castillo Velasco          | San Antonino Castillo Velasco          | Ocotlán      | Valles Centrales |
| 104 | San Antonino el Alto                   | San Antonino el Alto                   | Zimatlán     | Valles Centrales |
| 105 | San Antonino Monte Verde               | San Antonino Monte Verde               | Teposcolula  | Mixteca          |
| 106 | San Antonio Acutla                     | San Antonio Acutla                     | Teposcolula  | Mixteca          |
| 107 | San Antonio de la Cal                  | San Antonio de la Cal                  | Centro       | Valles Centrales |
| 108 | San Antonio Huitepec                   | San Antonio Huitepec                   | Zaachila     | Valles Centrales |
| 109 | San Antonio Nanahuatípam               | San Antonio Nanahuatípam               | Teotitlán    | Cañada           |
| 110 | San Antonio Sinicahua                  | San Antonio Sinicahua                  | Tlaxiaco     | Mixteca          |
| 111 | San Antonio Tepetlapa                  | San Antonio Tepetlapa                  | Jamiltepec   | Costa            |
| 112 | San Baltazar Chichicápam               | San Baltazar Chichicápam               | Ocotlán      | Valles Centrales |
| 113 | San Baltazar Loxicha                   | San Baltazar Loxicha                   | Pochutla     | Costa            |
| 114 | San Baltazar Yatzachi el Bajo          | San Baltazar Yatzachi el Bajo          | Villa Alta   | Sierra Norte     |
| 115 | San Bartolo Coyotepec                  | San Bartolo Coyotepec                  | Centro       | Valles Centrales |
| 116 | San Bartolomé Ayautla                  | San Bartolomé Ayautla                  | Teotitlán    | Cañada           |
| 117 | San Bartolomé Loxicha                  | San Bartolomé Loxicha                  | Pochutla     | Costa            |
| 118 | San Bartolomé Quialana                 | San Bartolomé Quialana                 | Tlacolula    | Valles Centrales |
| 119 | San Bartolomé Yucuañe                  | San Bartolomé Yucuañe                  | Tlaxiaco     | Mixteca          |
| 120 | San Bartolomé Zoogocho                 | San Bartolomé Zoogocho                 | Villa Alta   | Sierra Norte     |
| 121 | San Bartolo Soyaltepec                 | San Bartolo Soyaltepec                 | Teposcolula  | Mixteca          |
| 122 | San Bartolo Yautepec                   | San Bartolo Yautepec                   | Yautepec     | Sierra Sur       |
| 123 | San Bernardo Mixtepec                  | San Bernardo Mixtepec                  | Zimatlán     | Valles Centrales |
| 124 | San Blas Atempa                        | San Blas Atempa                        | Tehuantepec  | Istmo            |
| 125 | San Carlos Yautepec                    | San Carlos Yautepec                    | Yautepec     | Sierra Sur       |
| 126 | San Cristóbal Amatlán                  | San Cristóbal Amatlán                  | Miahuatlán   | Sierra Sur       |
| 127 | San Cristóbal Amoltepec                | San Cristóbal Amoltepec                | Tlaxiaco     | Mixteca          |
| 128 | San Cristóbal Lachirioag               | San Cristóbal Lachirioag               | Villa Alta   | Sierra Norte     |
| 129 | San Cristóbal Suchixtlahuaca           | San Cristóbal Suchixtlahuaca           | Coixtlahuaca | Mixteca          |
| 130 | San Dionisio del Mar                   | San Dionisio del Mar                   | Juchitán     | Istmo            |
| 131 | San Dionisio Ocotepec                  | San Dionisio Ocotepec                  | Tlacolula    | Valles Centrales |
| 132 | San Dionisio Ocotlán                   | San Dionisio Ocotlán                   | Ocotlán      | Valles Centrales |
| 133 | San Esteban Atatlahuca                 | San Esteban Atatlahuca                 | Tlaxiaco     | Mixteca          |
| 134 | San Felipe Jalapa de Díaz              | San Felipe Jalapa de Díaz              | Tuxtepec     | Papaloapan       |
| 135 | San Felipe Tejalápam                   | San Felipe Tejalapam                   | Etla         | Valles Centrales |
| 136 | San Felipe Usila                       | San Felipe Usila                       | Tuxtepec     | Papaloapan       |
| 137 | San Francisco Cahuacúa                 | San Francisco Cahuacúa                 | Sola de Vega | Sierra Sur       |
| 138 | San Francisco Cajonos                  | San Francisco Cajonos                  | Villa Alta   | Sierra Norte     |
| 139 | San Francisco Chapulapa                | San Francisco Chapulapa                | Cuicatlán    | Cañada           |
| 140 | San Francisco Chindúa                  | San Francisco Chindúa                  | Nochixtlán   | Mixteca          |
| 141 | San Francisco del Mar                  | San Francisco del Mar                  | Juchitán     | Istmo            |
| 142 | San Francisco Huehuetlán               | San Francisco Huehuetlán               | Teotitlán    | Cañada           |
| 143 | San Francisco Ixhuatán                 | San Francisco Ixhuatán                 | Juchitán     | Istmo            |
| 144 | San Francisco Jaltepetongo             | San Francisco Jaltepetongo             | Nochixtlán   | Mixteca          |
| 145 | San Francisco Lachigoló                | San Francisco Lachigoló                | Tlacolula    | Valles Centrales |
| 146 | San Francisco Logueche                 | San Francisco Logueche                 | Miahuatlán   | Sierra Sur       |
| 147 | San Francisco Nuxaño                   | San Francisco Nuxaño                   | Nochixtlán   | Mixteca          |
| 148 | San Francisco Ozolotepec               | San Francisco Ozolotepec               | Miahuatlán   | Sierra Sur       |
| 149 | San Francisco Sola                     | San Francisco Sola                     | Sola de Vega | Sierra Sur       |
| 150 | San Francisco Telixtlahuaca            | San Francisco Telixtlahuaca            | Etla         | Valles Centrales |
| 151 | San Francisco Teopan                   | San Francisco Teopan                   | Coixtlahuaca | Mixteca          |
| 152 | San Francisco Tlapancingo              | San Francisco Tlapancingo              | Silacayoapam | Mixteca          |
| 153 | San Gabriel Mixtepec                   | San Gabriel Mixtepec                   | Juquila      | Costa            |
| 154 | San Ildefonso Amatlán                  | San Ildefonso Amatlán                  | Miahuatlán   | Sierra Sur       |
| 155 | San Ildefonso Sola                     | San Ildefonso Sola                     | Sola de Vega | Sierra Sur       |
| 156 | San Ildefonso Villa Alta               | San Ildefonso Villa Alta               | Villa Alta   | Sierra Norte     |
| 157 | San Jacinto Amilpas                    | San Jacinto Amilpas                    | Centro       | Valles Centrales |
| 158 | San Jacinto Tlacotepec                 | San Jacinto Tlacotepec                 | Sola de Vega | Sierra Sur       |
| 159 | San Jerónimo Coatlán                   | San Jerónimo Coatlán                   | Miahuatlán   | Sierra Sur       |
| 160 | San Jerónimo Silacayoapilla            | San Jerónimo Silacayoapilla            | Huajuapan    | Mixteca          |
| 161 | San Jerónimo Sosola                    | San Jerónimo Sosola                    | Etla         | Valles Centrales |
| 162 | San Jerónimo Taviche                   | San Jerónimo Taviche                   | Ocotlán      | Valles Centrales |
| 163 | San Jerónimo Tecóatl                   | San Jerónimo Tecóatl                   | Teotitlán    | Cañada           |
| 164 | San Jorge Nuchita                      | San Jorge Nuchita                      | Huajuapan    | Mixteca          |
| 165 | San José Ayuquila                      | San José Ayuquila                      | Huajuapan    | Mixteca          |
| 166 | San José Chiltepec                     | San José Chiltepec                     | Tuxtepec     | Papaloapan       |
| 167 | San José del Peñasco                   | San José del Peñasco                   | Miahuatlán   | Sierra Sur       |
| 168 | San José Estancia Grande               | San José Estancia Grande               | Jamiltepec   | Costa            |
| 169 | San José Independencia                 | San José Independencia                 | Tuxtepec     | Papaloapan       |
| 170 | San José Lachiguiri                    | San José Lachiguiri                    | Miahuatlán   | Sierra Sur       |
| 171 | San José Tenango                       | San José Tenango                       | Teotitlán    | Cañada           |
| 172 | San Juan Achiutla                      | San Juan Achiutla                      | Tlaxiaco     | Mixteca          |
| 173 | San Juan Atepec                        | San Juan Atepec                        | Ixtlán       | Sierra Norte     |
| 174 | Animas Trujano                         | Animas Trujano                         | Centro       | Valles Centrales |
| 175 | San Juan Bautista Atatlahuca           | San Juan Bautista Atatlahuca           | Etla         | Valles Centrales |
| 176 | San Juan Bautista Coixtlahuaca         | San Juan Bautista Coixtlahuaca         | Coixtlahuaca | Mixteca          |
| 177 | San Juan Bautista Cuicatlán            | San Juan Bautista Cuicatlán            | Cuicatlán    | Cañada           |
| 178 | San Juan Bautista Guelache             | San Juan Bautista Guelache             | Etla         | Valles Centrales |
| 179 | San Juan Bautista Jayacatlán           | San Juan Bautista Jayacatlán           | Etla         | Valles Centrales |
| 180 | San Juan Bautista Lo de Soto           | San Juan Bautista Lo de Soto           | Jamiltepec   | Costa            |
| 181 | San Juan Bautista Suchitepec           | San Juan Bautista Suchitepec           | Huajuapan    | Mixteca          |
| 182 | San Juan Bautista Tlachichilco         | San Juan Bautista Tlachichilco         | Silacayoapam | Mixteca          |
| 183 | San Juan Bautista Tlacoatzintepec      | San Juan Bautista Tlacoatzintepec      | Cuicatlán    | Cañada           |
| 184 | San Juan Bautista Tuxtepec             | San Juan Bautista Tuxtepec             | Tuxtepec     | Papaloapan       |
| 185 | San Juan Cacahuatepec                  | San Juan Cacahuatepec                  | Jamiltepec   | Costa            |
| 186 | San Juan Cieneguilla                   | San Juan Cieneguilla                   | Silacayoapam | Mixteca          |
| 187 | San Juan Coatzóspam                    | San Juan Coatzóspam                    | Teotitlán    | Cañada           |
| 188 | San Juan Colorado                      | San Juan Colorado                      | Jamiltepec   | Costa            |
| 189 | San Juan Comaltepec                    | San Juan Comaltepec                    | Choapam      | Papaloapan       |
| 190 | San Juan Cotzocón                      | San Juan Cotzocón                      | Mixe         | Sierra Norte     |
| 191 | San Juan Chicomezúchil                 | San Juan Chicomezúchil                 | Ixtlán       | Sierra Norte     |
| 192 | San Juan Chilateca                     | San Juan Chilateca                     | Ocotlán      | Valles Centrales |
| 193 | San Juan del Estado                    | San Juan del Estado                    | Etla         | Valles Centrales |
| 194 | San Juan del Río                       | San Juan del Río                       | Tlacolula    | Valles Centrales |
| 195 | San Juan Diuxi                         | San Juan Diuxi                         | Nochixtlán   | Mixteca          |
| 196 | San Juan Evangelista Analco            | San Juan Evangelista Analco            | Ixtlán       | Sierra Norte     |
| 197 | San Juan Guelavía                      | San Juan Guelavía                      | Tlacolula    | Valles Centrales |
| 198 | San Juan Guichicovi                    | San Juan Guichicovi                    | Juchitán     | Istmo            |
| 199 | San Juan Ihualtepec                    | San Juan Ihualtepec                    | Silacayoapam | Mixteca          |
| 200 | San Juan Juquila Mixes                 | San Juan Juquila Mixes                 | Yautepec     | Sierra Sur       |
| 201 | San Juan Juquila Vijanos               | San Juan Juquila Vijanos               | Villa Alta   | Sierra Norte     |
| 202 | San Juan Lachao                        | San Juan Lachao                        | Juquila      | Costa            |
| 203 | San Juan Lachigalla                    | San Juan Lachigalla                    | Ejutla       | Valles Centrales |
| 204 | San Juan Lajarcia                      | San Juan Lajarcia                      | Yautepec     | Sierra Sur       |
| 205 | San Juan Lalana                        | San Juan Lalana                        | Choapam      | Papaloapan       |
| 206 | San Juan de los Cues                   | San Juan de los Cues                   | Teotitlán    | Cañada           |
| 207 | San Juan Mazatlán                      | San Juan Mazatlán                      | Mixe         | Sierra Norte     |
| 208 | San Juan Mixtepec – Distrito 08        | San Juan Mixtepec – Distrito 08        | Juxtlahuaca  | Mixteca          |
| 209 | San Juan Mixtepec – Distrito 26        | San Juan Mixtepec – Distrito 26        | Miahuatlán   | Sierra Sur       |
| 210 | San Juan Numi                          | San Juan Numi                          | Tlaxiaco     | Mixteca          |
| 211 | San Juan Ozolotepec                    | San Juan Ozolotepec                    | Miahuatlán   | Sierra Sur       |
| 212 | San Juan Petlapa                       | San Juan Petlapa                       | Choapam      | Papaloapan       |
| 213 | San Juan Quiahije                      | San Juan Quiahije                      | Juquila      | Costa            |
| 214 | San Juan Quiotepec                     | San Juan Quiotepec                     | Ixtlán       | Sierra Norte     |
| 215 | San Juan Sayultepec                    | San Juan Sayultepec                    | Nochixtlán   | Mixteca          |
| 216 | San Juan Tabaá                         | San Juan Tabaá                         | Villa Alta   | Sierra Norte     |
| 217 | San Juan Tamazola                      | San Juan Tamazola                      | Nochixtlán   | Mixteca          |
| 218 | San Juan Teita                         | San Juan Teita                         | Tlaxiaco     | Mixteca          |
| 219 | San Juan Teitipac                      | San Juan Teitipac                      | Tlacolula    | Valles Centrales |
| 220 | San Juan Tepeuxila                     | San Juan Tepeuxila                     | Cuicatlán    | Cañada           |
| 221 | San Juan Teposcolula                   | San Juan Teposcolula                   | Teposcolula  | Mixteca          |
| 222 | San Juan Yaeé                          | San Juan Yaeé                          | Villa Alta   | Sierra Norte     |
| 223 | San Juan Yatzona                       | San Juan Yatzona                       | Villa Alta   | Sierra Norte     |
| 224 | San Juan Yucuita                       | San Juan Yucuita                       | Nochixtlán   | Mixteca          |
| 225 | San Lorenzo                            | San Lorenzo                            | Jamiltepec   | Costa            |
| 226 | San Lorenzo Albarradas                 | San Lorenzo Albarradas                 | Tlacolula    | Valles Centrales |
| 227 | San Lorenzo Cacaotepec                 | San Lorenzo Cacaotepec                 | Etla         | Valles Centrales |
| 228 | San Lorenzo Cuaunecuiltitla            | San Lorenzo Cuaunecuiltitla            | Teotitlán    | Cañada           |
| 229 | San Lorenzo Texmelucan                 | San Lorenzo Texmelucan                 | Sola de Vega | Sierra Sur       |
| 230 | San Lorenzo Victoria                   | San Lorenzo Victoria                   | Silacayoapam | Mixteca          |
| 231 | San Lucas Camotlán                     | San Lucas Camotlán                     | Mixe         | Sierra Norte     |
| 232 | San Lucas Ojitlán                      | San Lucas Ojitlán                      | Tuxtepec     | Papaloapan       |
| 233 | San Lucas Quiaviní                     | San Lucas Quiaviní                     | Tlacolula    | Valles Centrales |
| 234 | San Lucas Zoquiápam                    | San Lucas Zoquiápam                    | Teotitlán    | Cañada           |
| 235 | San Luis Amatlán                       | San Luis Amatlán                       | Miahuatlán   | Sierra Sur       |
| 236 | San Marcial Ozolotepec                 | San Marcial Ozolotepec                 | Miahuatlán   | Sierra Sur       |
| 237 | San Marcos Arteaga                     | San Marcos Arteaga                     | Huajuapan    | Mixteca          |
| 238 | San Martín de los Cansecos             | San Martín de los Cansecos             | Ejutla       | Valles Centrales |
| 239 | San Martín Huamelúlpam                 | San Martín Huamelúlpam                 | Tlaxiaco     | Mixteca          |
| 240 | San Martín Itunyoso                    | San Martín Itunyoso                    | Tlaxiaco     | Mixteca          |
| 241 | San Martín Lachilá                     | San Martín Lachilá                     | Ejutla       | Valles Centrales |
| 242 | San Martín Peras                       | San Martín Peras                       | Juxtlahuaca  | Mixteca          |
| 243 | San Martín Tilcajete                   | San Martín Tilcajete                   | Ocotlán      | Valles Centrales |
| 244 | San Martín Toxpalan                    | San Martín Toxpalan                    | Teotitlán    | Cañada           |
| 245 | San Martín Zacatepec                   | San Martín Zacatepec                   | Huajuapan    | Mixteca          |
| 246 | San Mateo Cajonos                      | San Mateo Cajonos                      | Villa Alta   | Sierra Norte     |
| 247 | Capulálpam de Méndez                   | Capulalpam de Méndez                   | Ixtlán       | Sierra Norte     |
| 248 | San Mateo del Mar                      | San Mateo del Mar                      | Tehuantepec  | Istmo            |
| 249 | San Mateo Yoloxochitlán                | San Mateo Yoloxochitlán                | Teotitlán    | Cañada           |
| 250 | San Mateo Etlatongo                    | San Mateo Etlatongo                    | Nochixtlán   | Mixteca          |
| 251 | San Mateo Nejápam                      | San Mateo Nejápam                      | Silacayoapam | Mixteca          |
| 252 | San Mateo Peñasco                      | San Mateo Peñasco                      | Tlaxiaco     | Mixteca          |
| 253 | San Mateo Piñas                        | San Mateo Piñas                        | Pochutla     | Costa            |
| 254 | San Mateo Río Hondo                    | San Mateo Río Hondo                    | Miahuatlán   | Sierra Sur       |
| 255 | San Mateo Sindihui                     | San Mateo Sindihui                     | Nochixtlán   | Mixteca          |
| 256 | San Mateo Tlapiltepec                  | San Mateo Tlapiltepec                  | Coixtlahuaca | Mixteca          |
| 257 | San Melchor Betaza                     | San Melchor Betaza                     | Villa Alta   | Sierra Norte     |
| 258 | San Miguel Achiutla                    | San Miguel Achiutla                    | Tlaxiaco     | Mixteca          |
| 259 | San Miguel Ahuehuetitlán               | San Miguel Ahuehuetitlán               | Silacayoapam | Mixteca          |
| 260 | San Miguel Aloápam                     | San Miguel Aloápam                     | Ixtlán       | Sierra Norte     |
| 261 | San Miguel Amatitlán                   | San Miguel Amatitlán                   | Huajuapan    | Mixteca          |
| 262 | San Miguel Amatlán                     | San Miguel Amatlán                     | Ixtlán       | Sierra Norte     |
| 263 | San Miguel Coatlán                     | San Miguel Coatlán                     | Miahuatlán   | Sierra Sur       |
| 264 | San Miguel Chicahua                    | San Miguel Chicahua                    | Nochixtlán   | Mixteca          |
| 265 | San Miguel Chimalapa                   | San Miguel Chimalapa                   | Juchitán     | Istmo            |
| 266 | San Miguel del Puerto                  | San Miguel del Puerto                  | Pochutla     | Costa            |
| 267 | San Miguel del Río                     | San Miguel del Río                     | Ixtlán       | Sierra Norte     |
| 268 | San Miguel Ejutla                      | San Miguel Ejutla                      | Ejutla       | Valles Centrales |
| 269 | San Miguel el Grande                   | San Miguel el Grande                   | Tlaxiaco     | Mixteca          |
| 270 | San Miguel Huautla                     | San Miguel Huautla                     | Nochixtlán   | Mixteca          |
| 271 | San Miguel Mixtepec                    | San Miguel Mixtepec                    | Zimatlán     | Valles Centrales |
| 272 | San Miguel Panixtlahuaca               | San Miguel Panixtlahuaca               | Juquila      | Costa            |
| 273 | San Miguel Peras                       | San Miguel Peras                       | Zaachila     | Valles Centrales |
| 274 | San Miguel Piedras                     | San Miguel Piedras                     | Nochixtlán   | Mixteca          |
| 275 | San Miguel Quetzaltepec                | San Miguel Quetzaltepec                | Mixe         | Sierra Norte     |
| 276 | San Miguel Santa Flor                  | San Miguel Santa Flor                  | Cuicatlán    | Cañada           |
| 277 | Villa Sola de Vega                     | Villa Sola de Vega                     | Sola de Vega | Sierra Sur       |
| 278 | San Miguel Soyaltepec                  | Temascal                               | Tuxtepec     | Papaloapan       |
| 279 | San Miguel Suchixtepec                 | San Miguel Suchixtepec                 | Miahuatlán   | Sierra Sur       |
| 280 | Villa Talea de Castro                  | Villa Talea de Castro                  | Villa Alta   | Sierra Norte     |
| 281 | San Miguel Tecomatlán                  | San Miguel Tecomatlán                  | Nochixtlán   | Mixteca          |
| 282 | San Miguel Tenango                     | San Miguel Tenango                     | Tehuantepec  | Istmo            |
| 283 | San Miguel Tequixtepec                 | San Miguel Tequixtepec                 | Coixtlahuaca | Mixteca          |
| 284 | San Miguel Tilquiápam                  | San Miguel Tilquiápam                  | Ocotlán      | Valles Centrales |
| 285 | San Miguel Tlacamama                   | San Miguel Tlacamama                   | Jamiltepec   | Costa            |
| 286 | San Miguel Tlacotepec                  | San Miguel Tlacotepec                  | Juxtlahuaca  | Mixteca          |
| 287 | San Miguel Tulancingo                  | San Miguel Tulancingo                  | Coixtlahuaca | Mixteca          |
| 288 | San Miguel Yotao                       | San Miguel Yotao                       | Ixtlán       | Sierra Norte     |
| 289 | San Nicolás                            | San Nicolás                            | Miahuatlán   | Sierra Sur       |
| 290 | San Nicolás Hidalgo                    | San Nicolás Hidalgo                    | Silacayoapam | Mixteca          |
| 291 | San Pablo Coatlán                      | San Pablo Coatlán                      | Miahuatlán   | Sierra Sur       |
| 292 | San Pablo Cuatro Venados               | San Pablo Cuatro Venados               | Zaachila     | Valles Centrales |
| 293 | San Pablo Etla                         | San Pablo Etla                         | Etla         | Valles Centrales |
| 294 | San Pablo Huitzo                       | San Pablo Huitzo                       | Etla         | Valles Centrales |
| 295 | San Pablo Huixtepec                    | San Pablo Huixtepec                    | Zimatlán     | Valles Centrales |
| 296 | San Pablo Macuiltianguis               | San Pablo Macuiltianguis               | Ixtlán       | Sierra Norte     |
| 297 | San Pablo Tijaltepec                   | San Pablo Tijaltepec                   | Tlaxiaco     | Mixteca          |
| 298 | San Pablo Villa de Mitla               | San Pablo Villa de Mitla               | Tlacolula    | Valles Centrales |
| 299 | San Pablo Yaganiza                     | San Pablo Yaganiza                     | Villa Alta   | Sierra Norte     |
| 300 | San Pedro Amuzgos                      | San Pedro Amuzgos                      | Putla        | Sierra Sur       |
| 301 | San Pedro Apóstol                      | San Pedro Apóstol                      | Ocotlán      | Valles Centrales |
| 302 | San Pedro Atoyac                       | San Pedro Atoyac                       | Jamiltepec   | Costa            |
| 303 | San Pedro Cajonos                      | San Pedro Cajonos                      | Villa Alta   | Sierra Norte     |
| 304 | San Pedro Coxcaltepec Cántaros         | San Pedro Coxcaltepec Cántaros         | Nochixtlán   | Mixteca          |
| 305 | San Pedro Comitancillo                 | San Pedro Comitancillo                 | Tehuantepec  | Istmo            |
| 306 | San Pedro el Alto                      | San Pedro el Alto                      | Pochutla     | Costa            |
| 307 | San Pedro Huamelula                    | San Pedro Huamelula                    | Tehuantepec  | Istmo            |
| 308 | San Pedro Huilotepec                   | San Pedro Huilotepec                   | Tehuantepec  | Istmo            |
| 309 | San Pedro Ixcatlán                     | San Pedro Ixcatlán                     | Tuxtepec     | Papaloapan       |
| 310 | San Pedro Ixtlahuaca                   | San Pedro Ixtlahuaca                   | Centro       | Valles Centrales |
| 311 | San Pedro Jaltepetongo                 | San Pedro Jaltepetongo                 | Cuicatlán    | Cañada           |
| 312 | San Pedro Jicayan                      | San Pedro Jicayan                      | Jamiltepec   | Costa            |
| 313 | San Pedro Jocotipac                    | San Pedro Jocotipac                    | Cuicatlán    | Cañada           |
| 314 | San Pedro Juchatengo                   | San Pedro Juchatengo                   | Juquila      | Costa            |
| 315 | San Pedro Martir                       | San Pedro Martir                       | Ocotlán      | Valles Centrales |
| 316 | San Pedro Martir Quiechapa             | San Pedro Martir Quiechapa             | Yautepec     | Sierra Sur       |
| 317 | San Pedro Martir Yucuxaco              | San Pedro Martir Yucuxaco              | Tlaxiaco     | Mixteca          |
| 318 | San Pedro Mixtepec – Distrito 22       | San Pedro Mixtepec – Distrito 22       | Juquila      | Costa            |
| 319 | San Pedro Mixtepec – Distrito 26       | San Pedro Mixtepec – Distrito 26       | Miahuatlán   | Sierra Sur       |
| 320 | San Pedro Molinos                      | San Pedro Molinos                      | Tlaxiaco     | Mixteca          |
| 321 | San Pedro Nopala                       | San Pedro Nopala                       | Teposcolula  | Mixteca          |
| 322 | San Pedro Ocopetatillo                 | San Pedro Ocopetatillo                 | Teotitlán    | Cañada           |
| 323 | San Pedro Ocotepec                     | San Pedro Ocotepec                     | Mixe         | Sierra Norte     |
| 324 | San Pedro Pochutla                     | San Pedro Pochutla                     | Pochutla     | Costa            |
| 325 | San Pedro Quiatoni                     | San Pedro Quiatoni                     | Tlacolula    | Valles Centrales |
| 326 | San Pedro Sochiápam                    | San Pedro Sochiápam                    | Cuicatlán    | Cañada           |
| 327 | San Pedro Tapanatepec                  | San Pedro Tapanatepec                  | Juchitán     | Istmo            |
| 328 | San Pedro Taviche                      | San Pedro Taviche                      | Ocotlán      | Valles Centrales |
| 329 | San Pedro Teozacoalco                  | San Pedro Teozacoalco                  | Nochixtlán   | Mixteca          |
| 330 | San Pedro Teutila                      | San Pedro Teutila                      | Cuicatlán    | Cañada           |
| 331 | San Pedro Tidaá                        | San Pedro Tidaá                        | Nochixtlán   | Mixteca          |
| 332 | San Pedro Topiltepec                   | San Pedro Topiltepec                   | Teposcolula  | Mixteca          |
| 333 | San Pedro Totolapa                     | San Pedro Totolapa                     | Tlacolula    | Valles Centrales |
| 334 | Villa de Tututepec de Melchor Ocampo   | Villa de Tututepec de Melchor Ocampo   | Juquila      | Costa            |
| 335 | San Pedro Yaneri                       | San Pedro Yaneri                       | Ixtlán       | Sierra Norte     |
| 336 | San Pedro Yólox                        | San Pedro Yólox                        | Ixtlán       | Sierra Norte     |
| 337 | San Pedro y San Pablo Ayutla           | San Pedro y San Pablo Ayutla           | Mixe         | Sierra Norte     |
| 338 | Villa de Etla                          | Villa de Etla                          | Etla         | Valles Centrales |
| 339 | San Pedro y San Pablo Teposcolula      | San Pedro y San Pablo Teposcolula      | Teposcolula  | Mixteca          |
| 340 | San Pedro y San Pablo Tequixtepec      | San Pedro y San Pablo Tequixtepec      | Huajuapan    | Mixteca          |
| 341 | San Pedro Yucunama                     | San Pedro Yucunama                     | Teposcolula  | Mixteca          |
| 342 | San Raymundo Jalpan                    | San Raymundo Jalpan                    | Centro       | Valles Centrales |
| 343 | San Sebastián Abasolo                  | San Sebastián Abasolo                  | Tlacolula    | Valles Centrales |
| 344 | San Sebastián Coatlán                  | San Sebastián Coatlán                  | Miahuatlán   | Sierra Sur       |
| 345 | San Sebastián Ixcapa                   | San Sebastián Ixcapa                   | Jamiltepec   | Costa            |
| 346 | San Sebastián Nicananduta              | San Sebastián Nicananduta              | Teposcolula  | Mixteca          |
| 347 | San Sebastián Río Hondo                | San Sebastián Río Hondo                | Miahuatlán   | Sierra Sur       |
| 348 | San Sebastián Tecomaxtlahuaca          | San Sebastián Tecomaxtlahuaca          | Juxtlahuaca  | Mixteca          |
| 349 | San Sebastián Teitipac                 | San Sebastián Teitipac                 | Tlacolula    | Valles Centrales |
| 350 | San Sebastián Tutla                    | San Sebastián Tutla                    | Centro       | Valles Centrales |
| 351 | San Simón Almolongas                   | San Simón Almolongas                   | Miahuatlán   | Sierra Sur       |
| 352 | San Simón Zahuatlán                    | San Simón Zahuatlán                    | Huajuapan    | Mixteca          |
| 353 | Santa Ana                              | Santa Ana                              | Miahuatlán   | Sierra Sur       |
| 354 | Santa Ana Ateixtlahuaca                | Santa Ana Ateixtlahuaca                | Teotitlán    | Cañada           |
| 355 | Santa Ana Cuauhtémoc                   | Santa Ana Cuauhtémoc                   | Cuicatlán    | Cañada           |
| 356 | Santa Ana del Valle                    | Santa Ana del Valle                    | Tlacolula    | Valles Centrales |
| 357 | Santa Ana Tavela                       | Santa Ana Tavela                       | Yautepec     | Sierra Sur       |
| 358 | Santa Ana Tlapacoyan                   | Santa Ana Tlapacoyan                   | Zimatlán     | Valles Centrales |
| 359 | Santa Ana Yareni                       | Santa Ana Yareni                       | Ixtlán       | Sierra Norte     |
| 360 | Santa Ana Zegache                      | Santa Ana Zegache                      | Ocotlán      | Valles Centrales |
| 361 | Santa Catalina Quieri                  | Santa Catalina Quieri                  | Yautepec     | Sierra Sur       |
| 362 | Santa Catarina Cuixtla                 | Santa Catarina Cuixtla                 | Miahuatlán   | Sierra Sur       |
| 363 | Santa Catarina Ixtepeji                | Santa Catarina Ixtepeji                | Ixtlán       | Sierra Norte     |
| 364 | Santa Catarina Juquila                 | Santa Catarina Juquila                 | Juquila      | Costa            |
| 365 | Santa Catarina Lachatao                | Santa Catarina Lachatao                | Ixtlán       | Sierra Norte     |
| 366 | Santa Catarina Loxicha                 | Santa Catarina Loxicha                 | Pochutla     | Costa            |
| 367 | Santa Catarina Mechoacán               | Santa Catarina Mechoacán               | Jamiltepec   | Costa            |
| 368 | Santa Catarina Minas                   | Santa Catarina Minas                   | Ocotlán      | Valles Centrales |
| 369 | Santa Catarina Quiané                  | Santa Catarina Quiané                  | Zimatlán     | Valles Centrales |
| 370 | Santa Catarina Tayata                  | Santa Catarina Tayata                  | Tlaxiaco     | Mixteca          |
| 371 | Santa Catarina Ticuá                   | Santa Catarina Ticuá                   | Tlaxiaco     | Mixteca          |
| 372 | Santa Catarina Yosonotú                | Santa Catarina Yosonotú                | Tlaxiaco     | Mixteca          |
| 373 | Santa Catarina Zapoquila               | Santa Catarina Zapoquila               | Huajuapan    | Mixteca          |
| 374 | Santa Cruz Acatepec                    | Santa Cruz Acatepec                    | Teotitlán    | Cañada           |
| 375 | Santa Cruz Amilpas                     | Santa Cruz Amilpas                     | Centro       | Valles Centrales |
| 376 | Santa Cruz de Bravo                    | Santa Cruz de Bravo                    | Silacayoapam | Mixteca          |
| 377 | Santa Cruz Itundujia                   | Santa Cruz Itundujia                   | Putla        | Sierra Sur       |
| 378 | Santa Cruz Mixtepec                    | Santa Cruz Mixtepec                    | Zimatlán     | Valles Centrales |
| 379 | Santa Cruz Nundaco                     | Santa Cruz Nundaco                     | Tlaxiaco     | Mixteca          |
| 380 | Santa Cruz Papalutla                   | Santa Cruz Papalutla                   | Tlacolula    | Valles Centrales |
| 381 | Santa Cruz Tacache de Mina             | Santa Cruz Tacache de Mina             | Huajuapan    | Mixteca          |
| 382 | Santa Cruz Tacahua                     | Santa Cruz Tacahua                     | Tlaxiaco     | Mixteca          |
| 383 | Santa Cruz Tayata                      | Santa Cruz Tayata                      | Tlaxiaco     | Mixteca          |
| 384 | Santa Cruz Xitla                       | Santa Cruz Xitla                       | Miahuatlán   | Sierra Sur       |
| 385 | Santa Cruz Xoxocotlán                  | Santa Cruz Xoxocotlán                  | Centro       | Valles Centrales |
| 386 | Santa Cruz Zenzontepec                 | Santa Cruz Zenzontepec                 | Sola de Vega | Sierra Sur       |
| 387 | Santa Gertrudis                        | Santa Gertrudis                        | Zimatlán     | Valles Centrales |
| 388 | Santa Inés del Monte                   | Santa Inés del Monte                   | Zaachila     | Valles Centrales |
| 389 | Santa Inés Yatzeche                    | Santa Inés Yatzeche                    | Zimatlán     | Valles Centrales |
| 390 | Santa Lucía del Camino                 | Santa Lucía del Camino                 | Centro       | Valles Centrales |
| 391 | Santa Lucía Miahuatlán                 | Santa Lucía Miahuatlán                 | Miahuatlán   | Sierra Sur       |
| 392 | Santa Lucía Monteverde                 | Santa Lucía Monteverde                 | Putla        | Sierra Sur       |
| 393 | Santa Lucía Ocotlán                    | Santa Lucía Ocotlán                    | Ocotlán      | Valles Centrales |
| 394 | Santa María Alotepec                   | Santa María Alotepec                   | Mixe         | Sierra Norte     |
| 395 | Santa María Apazco                     | Santa María Apazco                     | Nochixtlán   | Mixteca          |
| 396 | Santa María la Asunción                | Santa María la Asunción                | Teotitlán    | Cañada           |
| 397 | Heroica Ciudad de Tlaxiaco             | Heroica Ciudad de Tlaxiaco             | Tlaxiaco     | Mixteca          |
| 398 | Ayoquezco de Aldama                    | Ayoquezco de Aldama                    | Zimatlán     | Valles Centrales |
| 399 | Santa María Atzompa                    | Santa María Atzompa                    | Centro       | Valles Centrales |
| 400 | Santa María Camotlán                   | Santa María Camotlán                   | Huajuapan    | Mixteca          |
| 401 | Santa María Colotepec                  | Santa María Colotepec                  | Pochutla     | Costa            |
| 402 | Santa María Cortijo                    | Santa María Cortijo                    | Jamiltepec   | Costa            |
| 403 | Santa María Coyotepec                  | Santa María Coyotepec                  | Centro       | Valles Centrales |
| 404 | Santa María Chachoapam                 | Santa María Chachoapam                 | Nochixtlán   | Mixteca          |
| 405 | Villa de Chilapa de Díaz               | Villa de Chilapa de Díaz               | Teposcolula  | Mixteca          |
| 406 | Santa María Chilchotla                 | Santa María Chilchotla                 | Teotitlán    | Cañada           |
| 407 | Santa María Chimalapa                  | Santa María Chimalapa                  | Juchitán     | Istmo            |
| 408 | Santa María del Rosario                | Santa María del Rosario                | Tlaxiaco     | Mixteca          |
| 409 | Santa María del Tule                   | Santa María del Tule                   | Centro       | Valles Centrales |
| 410 | Santa María Ecatepec                   | Santa María Ecatepec                   | Yautepec     | Sierra Sur       |
| 411 | Santa María Guelacé                    | Santa María Guelacé                    | Tlacolula    | Valles Centrales |
| 412 | Santa María Guienagati                 | Santa María Guienagati                 | Tehuantepec  | Istmo            |
| 413 | Santa María Huatulco                   | Santa María Huatulco                   | Pochutla     | Costa            |
| 414 | Santa María Huazolotitlán              | Santa María Huazolotitlán              | Jamiltepec   | Costa            |
| 415 | Santa María Ipalapa                    | Santa María Ipalapa                    | Putla        | Sierra Sur       |
| 416 | Santa María Ixcatlán                   | Santa María Ixcatlan                   | Teotitlán    | Cañada           |
| 417 | Santa María Jacatepec                  | Santa María Jacatepec                  | Tuxtepec     | Papaloapan       |
| 418 | Santa María Jalapa del Marqués         | Santa María Jalapa del Marqués         | Tehuantepec  | Istmo            |
| 419 | Santa María Jaltianguis                | Santa María Jaltianguis                | Ixtlán       | Sierra Norte     |
| 420 | Santa María Lachixío                   | Santa María Lachixío                   | Sola de Vega | Sierra Sur       |
| 421 | Santa María Mixtequilla                | Santa María Mixtequilla                | Tehuantepec  | Istmo            |
| 422 | Santa María Nativitas                  | Santa María Nativitas                  | Coixtlahuaca | Mixteca          |
| 423 | Santa María Nduayaco                   | Santa María Nduayaco                   | Teposcolula  | Mixteca          |
| 424 | Santa María Ozolotepec                 | Santa María Ozolotepec                 | Miahuatlán   | Sierra Sur       |
| 425 | Santa María Papalo                     | Santa María Papalo                     | Cuicatlán    | Cañada           |
| 426 | Santa María Penoles                    | Santa María Penoles                    | Etla         | Valles Centrales |
| 427 | Santa María Petapa                     | Santa María Petapa                     | Juchitán     | Istmo            |
| 428 | Santa María Quiegolani                 | Santa María Quiegolani                 | Yautepec     | Sierra Sur       |
| 429 | Santa María Sola                       | Santa María Sola                       | Sola de Vega | Sierra Sur       |
| 430 | Santa María Tataltepec                 | Santa María Tataltepec                 | Tlaxiaco     | Mixteca          |
| 431 | Santa María Tecomavaca                 | Santa María Tecomavaca                 | Teotitlán    | Cañada           |
| 432 | Santa María Temaxcalapa                | Santa María Temaxcalapa                | Villa Alta   | Sierra Norte     |
| 433 | Santa María Temaxcaltepec              | Santa María Temaxcaltepec              | Juquila      | Costa            |
| 434 | Santa María Teopoxco                   | Santa María Teopoxco                   | Teotitlán    | Cañada           |
| 435 | Santa María Tepantlali                 | Santa María Tepantlali                 | Mixe         | Sierra Norte     |
| 436 | Santa María Texcatitlán                | Santa María Texcatitlán                | Cuicatlán    | Cañada           |
| 437 | Santa María Tlahuitoltepec             | Santa María Tlahuitoltepec             | Mixe         | Sierra Norte     |
| 438 | Santa María Tlalixtac                  | Santa María Tlalixtac                  | Cuicatlán    | Cañada           |
| 439 | Santa María Tonameca                   | Santa María Tonameca                   | Pochutla     | Costa            |
| 440 | Santa María Totolapilla                | Santa María Totolapilla                | Tehuantepec  | Istmo            |
| 441 | Santa María Xadani                     | Santa María Xadani                     | Juchitán     | Istmo            |
| 442 | Santa María Yalina                     | Santa María Yalina                     | Villa Alta   | Sierra Norte     |
| 443 | Santa María Yavesía                    | Santa María Yavesía                    | Ixtlán       | Sierra Norte     |
| 444 | Santa María Yolotepec                  | Santa María Yolotepec                  | Tlaxiaco     | Mixteca          |
| 445 | Santa María Yosoyúa                    | Santa María Yosoyúa                    | Tlaxiaco     | Mixteca          |
| 446 | Santa María Yucuhiti                   | Santa María Yucuhiti                   | Tlaxiaco     | Mixteca          |
| 447 | Santa María Zacatepec                  | Santa María Zacatepec                  | Putla        | Sierra Sur       |
| 448 | Santa María Zaniza                     | Santa María Zaniza                     | Sola de Vega | Sierra Sur       |
| 449 | Santa María Zoquitlán                  | Santa María Zoquitlán                  | Tlacolula    | Valles Centrales |
| 450 | Santiago Amoltepec                     | Santiago Amoltepec                     | Sola de Vega | Sierra Sur       |
| 451 | Santiago Apoala                        | Santiago Apoala                        | Nochixtlán   | Mixteca          |
| 452 | Santiago Apostol                       | Santiago Apostol                       | Ocotlán      | Valles Centrales |
| 453 | Santiago Astata                        | Santiago Astata                        | Tehuantepec  | Istmo            |
| 454 | Santiago Atitlán                       | Santiago Atitlán                       | Mixe         | Sierra Norte     |
| 455 | Santiago Ayuquililla                   | Santiago Ayuquililla                   | Huajuapan    | Mixteca          |
| 456 | Santiago Cacaloxtepec                  | Santiago Cacaloxtepec                  | Huajuapan    | Mixteca          |
| 457 | Santiago Camotlán                      | Santiago Camotlán                      | Villa Alta   | Sierra Norte     |
| 458 | Santiago Comaltepec                    | Santiago Comaltepec                    | Ixtlán       | Sierra Norte     |
| 459 | Santiago Chazumba                      | Santiago Chazumba                      | Huajuapan    | Mixteca          |
| 460 | Santiago Choápam                       | Santiago Choápam                       | Choapam      | Papaloapan       |
| 461 | Santiago del Río                       | Santiago del Río                       | Silacayoapam | Mixteca          |
| 462 | Santiago Huajolotitlán                 | Santiago Huajolotitlán                 | Huajuapan    | Mixteca          |
| 463 | Santiago Huauclilla                    | Santiago Huauclilla                    | Nochixtlán   | Mixteca          |
| 464 | Santiago Ihuitlán Plumas               | Santiago Ihuitlán Plumas               | Coixtlahuaca | Mixteca          |
| 465 | Santiago Ixcuintepec                   | Santiago Ixcuintepec                   | Mixe         | Sierra Norte     |
| 466 | Santiago Ixtayutla                     | Santiago Ixtayutla                     | Jamiltepec   | Costa            |
| 467 | Santiago Jamiltepec                    | Santiago Jamiltepec                    | Jamiltepec   | Costa            |
| 468 | Santiago Jocotepec                     | Santiago Jocotepec                     | Choapam      | Papaloapan       |
| 469 | Santiago Juxtlahuaca                   | Santiago Juxtlahuaca                   | Juxtlahuaca  | Mixteca          |
| 470 | Santiago Lachiguiri                    | Santiago Lachiguiri                    | Tehuantepec  | Istmo            |
| 471 | Santiago Lalopa                        | Santiago Lalopa                        | Villa Alta   | Sierra Norte     |
| 472 | Santiago Laollaga                      | Santiago Laollaga                      | Tehuantepec  | Istmo            |
| 473 | Santiago Laxopa                        | Santiago Laxopa                        | Ixtlán       | Sierra Norte     |
| 474 | Santiago Llano Grande                  | Santiago Llano Grande                  | Jamiltepec   | Costa            |
| 475 | Santiago Matatlán                      | Santiago Matatlán                      | Tlacolula    | Valles Centrales |
| 476 | Santiago Miltepec                      | Santiago Miltepec                      | Huajuapan    | Mixteca          |
| 477 | Santiago Minas                         | Santiago Minas                         | Sola de Vega | Sierra Sur       |
| 478 | Santiago Nacaltepec                    | Santiago Nacaltepec                    | Cuicatlán    | Cañada           |
| 479 | Santiago Nejapilla                     | Santiago Nejapilla                     | Teposcolula  | Mixteca          |
| 480 | Santiago Nundiche                      | Santiago Nundiche                      | Tlaxiaco     | Mixteca          |
| 481 | Santiago Nuyoó                         | Santiago Nuyoó                         | Tlaxiaco     | Mixteca          |
| 482 | Santiago Pinotepa Nacional             | Santiago Pinotepa Nacional             | Jamiltepec   | Costa            |
| 483 | Santiago Suchilquitongo                | Santiago Suchilquitongo                | Etla         | Valles Centrales |
| 484 | Santiago Tamazola                      | Santiago Tamazola                      | Silacayoapam | Mixteca          |
| 485 | Santiago Tapextla                      | Santiago Tapextla                      | Jamiltepec   | Costa            |
| 486 | Villa Tejúpam de la Unión              | Villa Tejúpam de la Unión              | Teposcolula  | Mixteca          |
| 487 | Santiago Tenango                       | Santiago Tenango                       | Etla         | Valles Centrales |
| 488 | Santiago Tepetlapa                     | Santiago Tepetlapa                     | Coixtlahuaca | Mixteca          |
| 489 | Santiago Tetepec                       | Santiago Tetepec                       | Jamiltepec   | Costa            |
| 490 | Santiago Texcalcingo                   | Santiago Texcalcingo                   | Teotitlán    | Cañada           |
| 491 | Santiago Textitlán                     | Santiago Textitlán                     | Sola de Vega | Sierra Sur       |
| 492 | Santiago Tilantongo                    | Santiago Tilantongo                    | Nochixtlán   | Mixteca          |
| 493 | Santiago Tillo                         | Santiago Tillo                         | Nochixtlán   | Mixteca          |
| 494 | Santiago Tlazoyaltepec                 | Santiago Tlazoyaltepec                 | Etla         | Valles Centrales |
| 495 | Santiago Xanica                        | Santiago Xanica                        | Miahuatlán   | Sierra Sur       |
| 496 | Santiago Xiacuí                        | Santiago Xiacuí                        | Ixtlán       | Sierra Norte     |
| 497 | Santiago Yaitepec                      | Santiago Yaitepec                      | Juquila      | Costa            |
| 498 | Santiago Yaveo                         | Santiago Yaveo                         | Choapam      | Papaloapan       |
| 499 | Santiago Yolomécatl                    | Santiago Yolomécatl                    | Teposcolula  | Mixteca          |
| 500 | Santiago Yosondúa                      | Santiago Yosondúa                      | Tlaxiaco     | Mixteca          |
| 501 | Santiago Yucuyachi                     | Santiago Yucuyachi                     | Silacayoapam | Mixteca          |
| 502 | Santiago Zacatepec                     | Santiago Zacatepec                     | Mixe         | Sierra Norte     |
| 503 | Santiago Zoochila                      | Santiago Zoochila                      | Villa Alta   | Sierra Norte     |
| 504 | Nuevo Zoquiápam                        | Nuevo Zoquiápam                        | Ixtlán       | Sierra Norte     |
| 505 | Santo Domingo Ingenio                  | Santo Domingo Ingenio                  | Juchitán     | Istmo            |
| 506 | Santo Domingo Albarradas               | Santo Domingo Albarradas               | Tlacolula    | Valles Centrales |
| 507 | Santo Domingo Armenta                  | Santo Domingo Armenta                  | Jamiltepec   | Costa            |
| 508 | Santo Domingo Chihuitán                | Santo Domingo Chihuitán                | Tehuantepec  | Istmo            |
| 509 | Santo Domingo de Morelos               | Santo Domingo de Morelos               | Pochutla     | Costa            |
| 510 | Santo Domingo Ixcatlán                 | Santo Domingo Ixcatlán                 | Tlaxiaco     | Mixteca          |
| 511 | Santo Domingo Nuxaá                    | Santo Domingo Nuxaá                    | Nochixtlán   | Mixteca          |
| 512 | Santo Domingo Ozolotepec               | Santo Domingo Ozolotepec               | Miahuatlán   | Sierra Sur       |
| 513 | Santo Domingo Petapa                   | Santo Domingo Petapa                   | Juchitán     | Istmo            |
| 514 | Santo Domingo Roayaga                  | Santo Domingo Roayaga                  | Villa Alta   | Sierra Norte     |
| 515 | Santo Domingo Tehuantepec              | Santo Domingo Tehuantepec              | Tehuantepec  | Istmo            |
| 516 | Santo Domingo Teojomulco               | Santo Domingo Teojomulco               | Sola de Vega | Sierra Sur       |
| 517 | Santo Domingo Tepuxtepec               | Santo Domingo Tepuxtepec               | Mixe         | Sierra Norte     |
| 518 | Santo Domingo Tlatayápam               | Santo Domingo Tlatayápam               | Teposcolula  | Mixteca          |
| 519 | Santo Domingo Tomaltepec               | Santo Domingo Tomaltepec               | Centro       | Valles Centrales |
| 520 | Santo Domingo Tonala                   | Santo Domingo Tonala                   | Huajuapan    | Mixteca          |
| 521 | Santo Domingo Tonaltepec               | Santo Domingo Tonaltepec               | Teposcolula  | Mixteca          |
| 522 | Santo Domingo Xagacía                  | Santo Domingo Xagacía                  | Villa Alta   | Sierra Norte     |
| 523 | Santo Domingo Yanhuitlán               | Santo Domingo Yanhuitlán               | Nochixtlán   | Mixteca          |
| 524 | Santo Domingo Yodohino                 | Santo Domingo Yodohino                 | Huajuapan    | Mixteca          |
| 525 | Santo Domingo Zanatepec                | Santo Domingo Zanatepec                | Juchitán     | Istmo            |
| 526 | Santos Reyes Nopala                    | Santos Reyes Nopala                    | Juquila      | Costa            |
| 527 | Santos Reyes Pápalo                    | Santos Reyes Pápalo                    | Cuicatlán    | Cañada           |
| 528 | Santos Reyes Tepejillo                 | Santos Reyes Tepejillo                 | Juxtlahuaca  | Mixteca          |
| 529 | Santos Reyes Yucuná                    | Santos Reyes Yucuná                    | Huajuapan    | Mixteca          |
| 530 | Santo Tomás Jalieza                    | Santo Tomás Jalieza                    | Ocotlán      | Valles Centrales |
| 531 | Santo Tomás Mazaltepec                 | Santo Tomás Mazaltepec                 | Etla         | Valles Centrales |
| 532 | Santo Tomás Ocotepec                   | Santo Tomás Ocotepec                   | Tlaxiaco     | Mixteca          |
| 533 | Santo Tomás Tamazulapan                | Santo Tomás Tamazulapan                | Miahuatlán   | Sierra Sur       |
| 534 | San Vicente Coatlán                    | San Vicente Coatlán                    | Ejutla       | Valles Centrales |
| 535 | San Vicente Lachixío                   | San Vicente Lachixío                   | Sola de Vega | Sierra Sur       |
| 536 | San Vicente Nuñú                       | San Vicente Nuñú                       | Teposcolula  | Mixteca          |
| 537 | Silacayoápam                           | Silacayoápam                           | Silacayoapam | Mixteca          |
| 538 | Sitio de Xitlapehua                    | Sitio de Xitlapehua                    | Miahuatlán   | Sierra Sur       |
| 539 | Soledad Etla                           | Soledad Etla                           | Etla         | Valles Centrales |
| 540 | Villa de Tamazulápam del Progreso      | Villa de Tamazulápam del Progreso      | Teposcolula  | Mixteca          |
| 541 | Tanetze de Zaragoza                    | Tanetze de Zaragoza                    | Villa Alta   | Sierra Norte     |
| 542 | Taniche                                | Taniche                                | Ejutla       | Valles Centrales |
| 543 | Tataltepec de Valdés                   | Tataltepec de Valdés                   | Juquila      | Costa            |
| 544 | Teococuilco de Marcos Pérez            | Teococuilco de Marcos Pérez            | Ixtlán       | Sierra Norte     |
| 545 | Teotitlán de Flores Magón              | Teotitlán de Flores Magón              | Teotitlán    | Cañada           |
| 546 | Teotitlán del Valle                    | Teotitlán del Valle                    | Tlacolula    | Valles Centrales |
| 547 | Teotongo                               | Teotongo                               | Teposcolula  | Mixteca          |
| 548 | Tepelmeme Villa de Morelos             | Tepelmeme Villa de Morelos             | Coixtlahuaca | Mixteca          |
| 549 | Tezoatlán de Segura y Luna             | Tezoatlán de Segura y Luna             | Huajuapan    | Mixteca          |
| 550 | San Jerónimo Tlacochahuaya             | San Jerónimo Tlacochahuaya             | Tlacolula    | Valles Centrales |
| 551 | Tlacolula de Matamoros                 | Tlacolula de Matamoros                 | Tlacolula    | Valles Centrales |
| 552 | Tlacotepec Plumas                      | Tlacotepec Plumas                      | Coixtlahuaca | Mixteca          |
| 553 | Tlalixtac de Cabrera                   | Tlalixtac de Cabrera                   | Centro       | Valles Centrales |
| 554 | Totontepec Villa de Morelos            | Totontepec Villa de Morelos            | Mixe         | Sierra Norte     |
| 555 | Trinidad Zaachila                      | Trinidad Zaachila                      | Zaachila     | Valles Centrales |
| 556 | La Trinidad Vista Hermosa              | La Trinidad Vista Hermosa              | Teposcolula  | Mixteca          |
| 557 | Unión Hidalgo                          | Unión Hidalgo                          | Juchitán     | Istmo            |
| 558 | Valerio Trujano                        | Valerio Trujano                        | Cuicatlán    | Cañada           |
| 559 | San Juan Bautista Valle Nacional       | San Juan Bautista Valle Nacional       | Tuxtepec     | Papaloapan       |
| 560 | Villa Diaz Ordaz                       | Villa Diaz Ordaz                       | Tlacolula    | Valles Centrales |
| 561 | Yaxe                                   | Yaxe                                   | Ocotlán      | Valles Centrales |
| 562 | Magdalena Yodocono de Porfirio Díaz    | Magdalena Yodocono de Porfirio Díaz    | Nochixtlán   | Mixteca          |
| 563 | Yogana                                 | Yogana                                 | Ejutla       | Valles Centrales |
| 564 | Yutanduchi de Guerrero                 | Yutanduchi de Guerrero                 | Nochixtlán   | Mixteca          |
| 565 | Villa de Zaachila                      | Villa de Zaachila                      | Zaachila     | Valles Centrales |
| 566 | Zapotitlán del Río                     | Zapotitlán del Río                     | Sola de Vega | Sierra Sur       |
| 567 | Zapotitlán Lagunas                     | Zapotitlán Lagunas                     | Silacayoapam | Mixteca          |
| 568 | Zapotitlán Palmas                      | Zapotitlán Palmas                      | Huajuapan    | Mixteca          |
| 569 | Santa Inés de Zaragoza                 | Santa Inés de Zaragoza                 | Nochixtlán   | Mixteca          |
| 570 | Zimatlán de Álvarez                    | Zimatlán de Álvarez                    | Zimatlán     | Valles Centrales |